# Benedicta Boccoli
Benedicta Boccoli  (Milán, 11 de noviembre de 1966) es una actriz de teatro y presentadora de televisión italiana.

## Biografía
Nacida en Milán en 1966, se trasladó con su familia a Roma. En la década de 1980 trabajó en el programa televisivo Pronto, chi gioca?, con su hermana Brigitta. Tiene también dos hermanos: Barnaby y Filippo.
Además de sus actuaciones para la televisión y el cine, en los últimos años se ha dedicado a su pasión verdadera, el teatro.
Giorgio Albertazzi la definió l'Artistissima.
Todos los lunes, escribe en el diario Il Fatto Quotidiano, el diario personal «Cosa resterà», la historia de una adolescente de las décadas de 1980 y de 1990

## Cine
- Gli angeli di Borsellino, dirección Rocco Cesareo - 2003
- Valzer, dirección Salvatore Maira - 2007
- Dolce di latte, dirección Gianni Leacche - 2008
- Ciao Brother, dirección Nicola Barnaba – 2016
- Colpevole, dirección Gianni Leacche - 2024 [4]

### Cortometraje
- La confessión, dirección Benedicta Boccoli – 2020;[5][6]
- Come un fiore, dirección Benedicta Boccoli, sobre la sensibilización para la prevención del cáncer de mama y la aceptación del cuerpo– 2023[7]

## Televisión
- Pronto, chi gioca?, dirección de Gianni Boncompagni, Pronto Topolino, 1986
- Domenica In - con su hermana Brigitta Boccoli
- Piacere Raiuno 1990-1991
- Viva Colombo 1991
- Unomattina - 1994
- Gelato al limone - con Massimiliano Pani 1995 y 1996
- Due come noi - Programa matutino de TMC - junto a Wilma De Angelis - 1997
- Incantesimo - Serie TV
- Reality Circus - Reality show de Canale 5 con Barbara D'Urso - 2006/2007
- Cinquanta sfumature di cioccolato - Programas de cocina de Alice Tv

## Ficción
- Una donna per amico 3 Rai 1 - 2001
- La Squadra  Rai 3 - 2003
- Incantesimo 8 Rai 2 - 2005

## Teatro
- Blithe spirit de Noël Coward, 1992/1993 -
- Cantando Cantando de Maurizio Micheli, 1994/1995 -
- Buenas noches Bettina, de Garinei y Giovannini, 1995/1996/1997 -
- Can Can - Musical de Abe Burrows, con Mino Bellei y Corrado Tedeschi - 1998/1999 -
- Orfeo en los infiernos - de Jacques Offenbach - 1999 - Tersicore
- Polvere di stelle, de Marco Mattolini, 2000/2001/2002
- Le Pillole d'Ercole de Maurice Hennequin y Paul Bilhaud, 2002/2003/2004
- Anfitrión, de Plauto, 2004
- Stalker de Rebecca Gillmann, 2004
- Pluto de Aristófanes, dirección Michele Mirabella, con Maurizio Micheli - 2004
- Flor de cactus de Pierre Barillet y Jean-Pierre Grédy, dirección Tonino Pulci, con Edoardo Siravo - 2004/2005/2006
- Prova a farmi ridere de Alan Aykbourn, dirección Maurizio Micheli, con Pino Quartullo - 2006
- La tempestad de William Shakespeare, 2006 - Ariel
- Sunshine de William Mastrosimone, dirección Giorgio Albertazzi, con Sebastiano Somma - 2007/2008 -
- Il marito scornato (Georges Dandin), de Molière, avec Maurizio Micheli, 2011
- The Apartment, de Billy Wilder, dirección Patrik Rossi Gastaldi, con Massimo Dapporto - 2009–2010
- Vite private, de Noël Coward, con Corrado Tedeschi - 2012
- Dis-order, de Neil LaBute, dir. Marcello Cotugno, con Claudio Botosso - 2014
- Incubi d'Amore, de Augusto Fornari, Toni Fornari, Andrea Maia, Vincenzo Sinopoli, dir. Augusto Fornari, con Sebastiano Somma y Morgana Forcella - 2014
- Crimes of the Heart, de Beth Henley, dir. Marco Mattolini - 2015
- A Room with a View, de E. M. Forster, dir. Stefano Artissunch - 2016
- Flor de cactus de Pierre Barillet y Jean-Pierre Grédy, dir Piergiorgio Piccoli y Aristide Genovese - 2016
- Il più brutto week-end della nostra vita de Norm Foster, dir. Maurizio Micheli - 2016
- El test de Jordi Vallejo, dir. de Roberto Ciufoli - 2019-2020-2021-2022-2023;[8][9]
- Su con la vita de Maurizio Micheli, dir. de Maurizio Micheli - 2020;[10][11]
- Las preciosas ridículas, libremente inspirado al texto de Molière, dir. Stefano Artissunch, con Lorenza Mario y Stefano Artissunch - 2023-2024[12]
- Donne in pericolo de Wendy MacLeod, dir. Enrico Maria Lamanna - 2023-2025

## Radio
- De febrero 2008 en RTL 102.5, la noche, los finales de semana.
- De mayo 2011 con Paolo Notarien en el programa Metrò, Rai Radio 1.
- Da septiembre 2011 hasta diciembre de 2012 con Paolo Notari en el programa Check-in.
- 2013: Figure, figurine, figuracce, escrito por ella misma, Rai Radio 1.

## Galería fotográfica

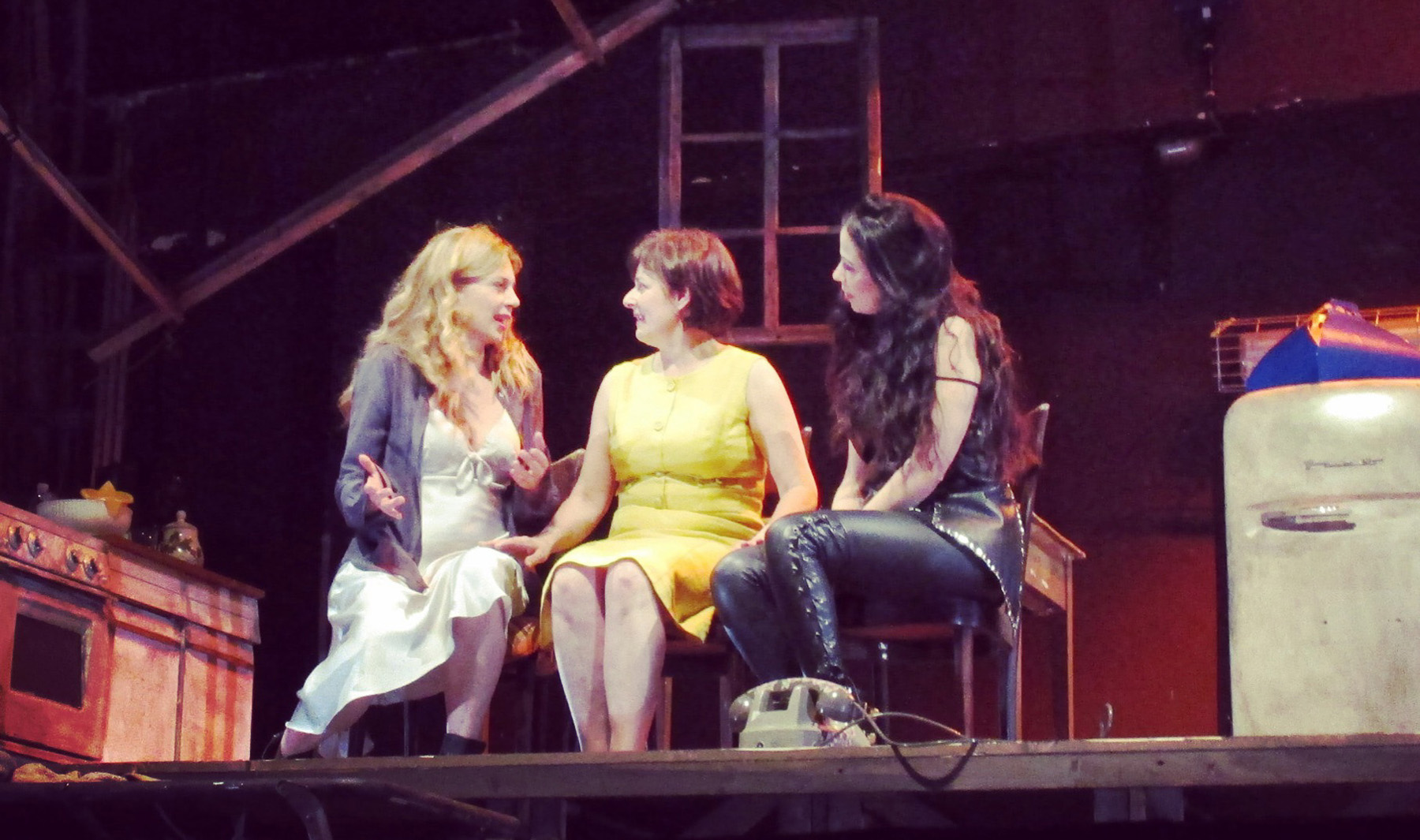
Benedicta Boccoli, Paola Bonesi y Fulvia Lorenzetti; Crimes of the heart, Teatro San Babila, a Milán, 1 de mayo 2015.
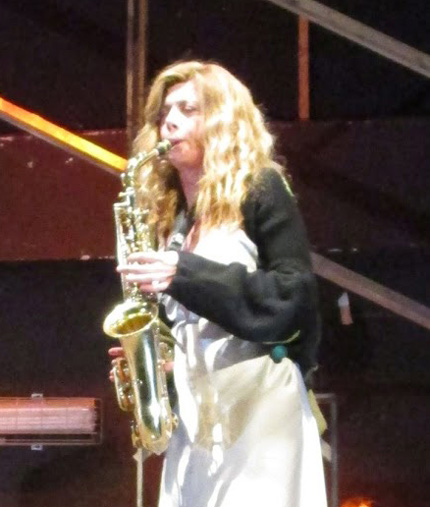
Benedicta Boccoli con suio sax; Crimes of the heart, Teatro San Babila, a Milán, 1 de mayo 2015.